# بحر الأرجنتين
بحر الأرجنتين (بالإسبانية: Mar Argentino) يُشير إلى البحر في الجرف القاري بجانب الأرضي الأرجنتينية. هو مصطلح الذي شائعاً ما يتصل بالمطالبات الأرجنتينية إلى كل من جزر فوكلاند وشبه الجزيرة القطبية الجنوبية.
يقع البحر في المحيط الأطلسي الجنوبي بجانب ساحل الجنوب شرق الأرجنتين, الذي يبدأ تقريباً من خط عرض منتيفيديو، الأوروغواي, جنوباً إلى أرض النار, ويبعد 800 كيلومتر (500 ميل) شمال القطب الجنوبي. بحر الأرجنتين لديه سطح يبلغ 1,000,000 كيلومتر مربع (386,102 ميل مربع) ويُعد من إحدى أكبر البحار في العالم. العمق المتوسط للبحر يساوي 1,205 متر (3,952 قدم) وعمقه الأقصى يصل إلى 2,224 متر (7,296 قدم). بسبب الإحصاءات أصبح مشكوك بالقيسات لأن الجرف القاري يشمل فقط أرض على عمق 200 متر مما يجعل من المستحيل أن يبلغ متوسط عمقه 1200 متر.
بسبب إتساع بحر الأرجنتين التدريجي نحو الجنوب مع الكتلة القاريّة السفر جنوباً سهل. منصة البحر تملك سلسلة من الهضاب التي تنحدر إلى الشرق كشرفات كبيرة أو درجات. بسبب الهضاب على شكل درج بحر الأرجنتين مشابهة شكليا إلى باتاغونيا من خارج منطقة الانديز.
تقع أيضا جزر فوكلاند داخل منصة بحر الأرجنتين.